# Kyo
Kyo je francouzská rocková skupina, která vznikla v roce 1994. Známá je tím, že v ní působí dva bratři, Fabien a Florian Dubosovi.

## Historie
Kapela vznikla v době, kdy všichni zakládající členové studovali vysokou školu. Tehdy dva bratři Fabien a Florian společně se svými kamarády Benoîtem a Nicolasem zjistili, že mají stejnou vášeň pro hudbu a líbí se jim kapely jako Pearl Jam, Nirvana, Rage Against the Machine a Soundgarden. V roce 1997 se setkali s manažerem, který se přesvědčil o jejich talentu a následně získal pro kapelu smlouvu od nahrávacího studia Sony. Od té doby Kyo vydali tři alba a jedno DVD nesoucí název Kyosphere. Po rychlém úspěchu se prodalo 1,5 milionu kopií alba Le Chemin. Jejich další album 300 Lésions se stalo zlatým hned po 4 dnech prodeje. Skladba „Le Chemin“ byla použita na konci druhé epizody animé OVA Strait Jacket a píseň „Contact“ byla součástí soundtracku pro hru FIFA 06.
V roce 2006 přestali koncertovat i nahrávat a dokonce i jejich webové stránky byly nečinné. Kapela se však nikdy oficiálně nerozpadla.
Návrat (2013–současnost)
V červnu 2013 Kyo oznámili, že chystají návrat a že nahrávají nový materiál. Ten byl představen v lednu roku 2014. Vyšly singly „Le Graal“ a „L'équilibre“ z plánovaného alba, které bylo vydáno koncem téhož měsíce. Součástí návratu byla aktualizovaná oficiální stránka kapely. Na facebookové stránce a na kanále Youtube se také objevila aktivita. Kapela potvrdila nové koncerty na území Francie, které zasvětila nové desce.

## Členové
- Benoît Poher – zpěv
- Florian Dubos – kytara, vokály
- Nicolas Chassagne – kytara
- Fabien Dubos – bicí

## Diskografie

### Alba
- Kyo (2000)
- Le Chemin (2003)
- 300 Lésions (2004)
- Best of (2007)
- L'équilibre (2014)

### Singly
- Il est temps
- Je n'veux pas oublier
- Le Chemin (2003)
- Dernière danse (2003)
- Je cours (2003)
- Je saigne encore (version 1) (2004)
- Je saigne encore (version 2) (2004)
- Contact (2004)
- Sarah (2005)
- L'or de nos vies (2006) s dalšími francouzskými umělci bojující proti AIDS
- Le Graal (2014)
- L'équilibre (2014)

## DVD
- Kyosphère (2004)

## Ocenění

### NRJ Music Awards
- Nejlepší francouzský song (2004)
- Nejlepší francouzské album (2004)
- Nejlepší francouzská kapela (2004)
- Nejlepší hudební stránka (2004)

### MTV Europe Music Awards
- Francouzská kapela roku (2003)

### World Music Awards
- Světově nejlépe prodávající se francouzská kapela (2004)